# Сола, Монина
Монина Сола (исп. Monina Solá, 23 мая 1933, Санто-Доминго — 29 апреля 2023) — доминиканская театральная актриса, наставница нескольких поколений артистов.

## Биография
Сола дебютировала в возрасте четырёх лет в театральной труппе, принадлежавшей её отцу Хосе Нарцисо Сола. В 11 лет она работала с Эмилио Апарисио, а в 14 лет уже играла в Театре изящных искусств. В 2009 году Сола участвовала в постановке драматурга Франклина Домингеса «Я хочу, чтобы сегодня было вчера». В 2009 году продюсер и режиссёр Джимми Сьерра снял первый документальный фильм об истории театра в стране, в котором Солу пригласили поделиться своими свидетельствами и мнениями вместе с другими выдающимися актёрами и актрисами.
Сола была награждена орденом «За заслуги Дуарте, Санчеса и Меллы» в степенях рыцаря и командора. Также ей вручены следующие награды: El Dorado, Casandra Award, ACE Award и El Talía de Plata.

### Личная жизнь
Первым мужем актрисы был журналист Нельсон Пегуэро, трагически погибший в 1957 году при режиме Трухильо. Он является отцом её дочери Росарио Эсперансы.
Её вторым супругом был военный и политический деятель Луис Омеро Лахар Бургоc. В их браке родился сын Омеро Луис.
Сола умерла 29 апреля 2023 года в возрасте 89 лет после пяти лет болезни Альцгеймера.

## Фильмография

### Кино
- 2005 Дураки тоже думают — мать полковника
- 2005 Проклятие отца Кардоны — камео
- 1996 Жить или умереть — камео

### Телевидение
- 1967—1968 Семья Синфороса — г-жа Тата